# Baise-moi
Baise-moi (franska: 'Knulla mig') är en fransk film från 2000. Den har regi av Virginie Despentes och Coralie Trinh Thi.

## Handling
Filmen handlar om två unga kvinnor som lever i Paris tuffa undre värld där misshandel, våldtäkter och mord är vardag. De träffar varandra just efter att den ena av dem skjutit sin egen bror till döds och efter det ger de sig tillsammans av från Paris. Det är början på en våldsam vansinnesturné där de ska hämnas mäns övergrepp med rån, mord och sex.

## Produktion
Filmen är baserad på Virginie Despentes internationella bestseller från 1994 med samma namn, som sålt i över 500 000 exemplar. Filmatiseringen är även en av de största videosuccéerna någonsin i Frankrike.
Efter filmens uppmärksammande premiär i Sverige på Stockholms filmfestival följde en våldsam debatt om censur och filmens våldsamma innehåll. Redan efter tre dagar blev filmen indragen från bio, men efter stora protester från allmänheten om att yttrandefriheten kränktes återupptogs visningen. I Sverige sattes åldersgränsen på bio till 15 år, men i de flesta länder klassas filmen på grund av sina grova vålds- och sexscener som pornografisk och har därför 18-årsgräns. I Kanada blev filmen totalförbjuden.

## Rollista, i urval[1]
- Karen Bach (Karen Lancaume, Angel Paris) – Nadine
- Raffaëla Anderson – Manu